# Várady Szabolcs
Várady Szabolcs (Budapest, 1943. január 27. –) Kossuth- és József Attila-díjas magyar költő, műfordító, szerkesztő.

## Életútja
A József Attila Gimnáziumban érettségizett 1961-ben, utána a Szépirodalmi Könyvkiadónál volt korrektor 1961-65-ben. 1969-ben magyar nyelv- és irodalom szakos tanári diplomát szerzett a budapesti Eötvös Loránd Tudományegyetem bölcsészkarán, 1969-től 2005 végéig a főleg külföldi irodalmat megjelentető Európa Könyvkiadónál dolgozott, 1971-ig mint kézirat-előkészítő, azután mint felelős szerkesztő, 2002-től mint főszerkesztő.
Írt tanulmányt, kritikát és számos színpadi produkcióhoz dalbetéteket, valamint operalibrettót (Vajda János: Leonce és Léna, 1999, Karnyóné, 2007, Don Perlimplín és Don Cristóbal, 2013, A képzelt beteg, avagy Őfelsége komédiása, 2020; Tóth Péter: Árgyélus királyfi, 2016, Tóték, 2019; Gyöngyösi Levente: A Mester és Margarita, 2020). Két vékony verseskötet után 2003-ban, hatvanadik születésnapjára 566 oldalon, A rejtett kijárat címmel egybegyűjtötte „komoly” verseit, legjobb versfordításait, prózai írásait (kritikák, tanulmányok, verselemzések, emlékezések stb.) és humoros, alkalmi, „light” verseit. (Ő szerkesztette és részben írta az első magyar limerick-antológiát.)  A Holmi című irodalmi folyóirat versrovatának szerkesztője volt a lap 1989. szeptemberi indulásától egészen 2014. decemberi megszűnéséig. Miután az alapító főszerkesztő, Réz Pál leköszönt, az utolsó évben megbízott főszerkesztőként Várady Szabolcs töltötte be a posztot.
- Legtöbbet angolból fordított, verset, drámát, értekező prózát.
- 2004 óta rendes tagja a Széchenyi Irodalmi és Művészeti Akadémiának. 2012-ben beválasztották a Digitális Irodalmi Akadémiába.
- Költészetét egyik kritikusa, Margócsy István így jellemezte: „E költészet mozgatóerejét mindig is az analitikus látásmód finomsága és élessége biztosította: Várady kicsiny dolgokat tesz mindig versének kiindulópontjául, kegyetlenül körbejárja őket, elemeire szedi szét mindazt, amit első pillanatra egyben láttatott – s aztán, majdhogynem klasszicista versszerkesztési stratégiával vagy trükkel, úgy tágítja ki kicsinynek koncipiált versének horizontját, hogy aki akarja, akár még tanulságot is találhat bennük. Várady az elsők között volt, akik programszerűen is le akarták bontani a költő társadalmi szerepvállalásának hagyományos magasztosságát s ’természetes’ emberfelettiségét, s a költészetet, különleges jellegének megőrzése mellett is, a személyes életproblémák kiélésének és kimondásának ’mindennapi’ terepeként fogalmazták meg.”

## Kötetei (válogatás)

### Önálló kötetei
- Ha már itt vagy : versek. Budapest : Kozmosz, 1981. – 59 p. (Kozmosz könyvek). ISBN 963-211-501-5
- Hátha nem úgy van : versek. Budapest : Magvető, 1988. – 78 p. ISBN 963-14-1298-9
- A rejtett kijárat : versek, fordítások, próza, egyebek. – Budapest : Európa, 2003. – 564 p. ISBN 963-07-7482-8
- De mennyire: versek. Budapest : Magvető, 2019. – 96. Időmérték (könyvsorozat)
- Válogatott versei: versek. Csíkszereda: Bookart, 2023. – 176.
- Alkalmi: versek. Miskolc. Műút-könyvek, 2023. – 140.

### Műfordítások
- Archibald MacLeish: Amerika ígéret volt, válogatott versek, Vas István és Várady Szabolcs fordítása; [vál. és az utószót írta Vas István], Budapest : Európa, 1970. 116 p.
- William Jay Smith: Át a tű fokán, válogatott versek; [vál. és az utószót írta Várady Szabolcs], Budapest : Európa, 1976. 92 p. ISBN 963-07-0684-9
- William Carlos Williams: Amerikai beszédre Kodolányi Gyula, Orbán Ottó és Várady Szabolcs fordítása; [vál. és az utószót írta Kodolányi Gyula] Budapest : Európa, 1984. 122 p. ISBN 963-07-2822-2
- Daniel Hoffman: Testvéri szeretet, [az utószót írta Várady Szabolcs], Budapest : Európa Könyvkiadó, 1988. 180 p. ISBN 963-07-4517-8
- Fernando Pessoa: Angol költemények = Fernando Pessoa: Arc többes számban. Szerkesztette, válogatta és az utószót írta Pál Ferenc. Helikon Kiadó, 1988. 140 p. ISBN 963-207-948-5

#### Drámák
- David Storey: A vállalkozó (Kaposvári Csiky Gergely Színház, 1976)
- Paul Foster: I. Erzsébet (előadás: Pécs, Szolnok), kötetben: Paul Foster: I. Erzsébet (három dráma, Budapest : Európa, 1979. [válogatta Osztovits Levente] ; [fordította Prekop Gabriella, Vajda Miklós, Várady Szabolcs] ; [az utószót 'Földényi F. László írta].
- Middleton–Rowley: Átváltozások (Kaposvári Csiky Gergely Színház, 1980)
- Aphra Behn: A kalóz (Városmajori Színpad, 1985)
- Tom Stoppard: Árkádia (Katona József Színház, 1998); Holdfény, Öt mai angol dráma, Budapest : Európa, 1995. 254 p. ISBN 963-07-1727-1
- Shakespeare: A tél meséje (Eger, 2006, a Színház melléklete, 2007. február)

#### Próza
- Susan Sontag: A pusztulás képei, esszék, Budapest : Európa, Modern Könyvtár, [vál. és jegyz. Osztovits Levente] ; [ford. Göncz Árpád et al.] ; [utószó Bart István]. 1971. 333 p.
- Erich Fromm: A szeretet művészete, Helikon, 1984. / [az utószót Hermann István írta] 183 p. ISBN 963-207-763-6
- Kenneth Clark: Az akt : tanulmány az eszményi formáról Corvina, 1986. 397 p. ISBN 963-13-2221-1
- Hugh Honour: Klasszicizmus, Corvina, 1991. 201 p. ISBN 963-13-3094-X
- Svetlana Alpers: Hű képet alkotni. Holland művészet a XVII. században, Corvina, Egyetemi könyvtár, 2000. [az előszót írta Németh István] 296 p. ISBN 963-13-4752-4

### Szerkesztések, válogatások
- Nagy a május hatalma. Német szerelmes versek. (Vál. Várady Szabolcs. Ford. Áprily Lajos, Asztalos József stb.) Budapest : Magyar Helikon, 1977. 133 p. (Helikon Csillagok) ISBN 963-207-156-5
- Humoros magyar költészet a XVIII. századtól a XX. századig : válogatás / [szerk. Réz Pál és Várady Szabolcs] ; [az utószót írta Várady Szabolcs]. Budapest : Unikornis, 1999. 313 p. (A magyar költészet kincsestára, ISSN 1216-5611 ; 86.) ISBN 963-427-360-2
- Vas István válogatott versei / szerk., utószó: Várady Szabolcs. Budapest : Unikornis, 1999. 268 p. (A magyar költészet kincsestára , ISSN 1216-5611 ; 76.) ISBN 963-427-291-6
- Petri György Munkái I-IV.'; szerk. Réz Pál, Lakatos András és Várady Szabolcs. Budapest : Magvető, 2003-2007. I. Összegyűjtött versek, 2003. 642 p. ISBN 963-14-2355-7; II. Összegyűjtött műfordítások, 2004. 651 p. ISBN 963-14-2356-5; III. Összegyűjtött interjúk, 2004. 661 p. ISBN 963-14-2478-2; IV. Próza, dráma, vers, naplók és egyebek, 2007. 861 p. ISBN 978-963-14-2553-6
- Magyar badar. 300 limerik; vál., szerk., előszó Várady Szabolcs. Budapest : Európa, 2002. 246 p. ISBN 963-07-7169-1
- Szünetjelek az égből : válogatott versek / Sajó László ; vál. és szerk. Várady Szabolcs. Budapest : Osiris, 2006. 315 p. ISBN 963-389-855-2
- Magyar badar: 246+154 limerik; vál., szerk., előszó. Várady Szabolcs. Budapest: Syllabux, 2011. 198 p. ISBN 978-963-89289-4-8

## Díjak, elismerések (válogatás)
- Radnóti-díj (1983)
- József Attila-díj (1991)
- Soros Alapítvány díja (1995)
- A Magyar Köztársasági Érdemrend lovagkeresztje (2003)
- Kossuth-díj (2009)
- Nádasdy Kálmán-díj (2011)